# Close to You (Dreezy-Lied)
Close To You ist ein Lied der US-amerikanischen Rapperin Dreezy und des Rappers T-Pain. Der Song wurde am 21. Juni 2016 als dritte Single aus ihrem Album No Hard Feelings veröffentlicht. Der Song wurde als Download veröffentlicht. Der Song wurde erstmals bei dem Musikstreaming-Dienst Apple Music vorgestellt.

## Komposition
Der Song geht im Genre in Richtung Soul bzw. R&B und ist somit die erste Single ihres Albums, welche aus dem Genre Soul kommt. Der Song wurde unter anderem von Dreezy selber geschrieben, jedoch wirkten auch T-Pain, Christian „Davis“ Stalnecker, Terrace Martin und Larrace Dopsin mit. Produziert wurde der Song von Terrace Martin, Larrance „Rance“ Dopsin, Alena Burova und Geoffroy Faugérolas. Der Song hat eine Länge von 4 Minuten und 49 Sekunden und ist somit einer der längsten bisher veröffentlichten Titel von Dreezy.

## Musikvideo
Das Musikvideo zu dem Song wurde nach der Veröffentlichung des Songs nur auf Apple Music gestellt. Am 25. Juni 2016 erschien es aber auch auf Vevo und Youtube. Das Video wurde von Edward Tran gedreht und dauert nur eine Sekunde länger als der eigentliche Song. Im Video sieht man Dreezy, wie sie unter anderem nachts in einem Auto sitzt, während es draußen regnet. Man kann sie aber auch mit einem männlichen Darsteller sehen, wie die beiden sich z. B. umarmen. T-Pain sieht man, wie er mit einem Regenschirm im Regen läuft und dabei singt.